# Velilla de la Sierra
Velilla de la Sierra és un municipi de la província de Sòria, a la comunitat autònoma de Castella i Lleó.